# Байковы
Байковы— древний дворянский род.
Герб, употребляемый Байковыми, совершенно сходен с польским гербом Любич, к которому приписана польская фамилия Байковских и можно предполагать, что Байковы происходят от этой фамилии, хотя в родословной, представленной ими в Герольдию (1797), о том ничего не сказано. Эта родословная начинается с Акима Байкова, жившего в России в конце XVI века.
Род записан в VI части родословной книги Псковской губернии.
Есть ещё древний дворянский род Байковых, восходящий ко второй половине XVII века и записанный по Тульской губернии.

## Описание герба
В щите имеющем голубое поле изображена серебряная Подкова обращённая шипами вниз. В середине подковы и на поверхности оной означены два золотых Креста.
Щит увенчан дворянскими шлемом и короной. Нашлемник: три страусовых пера. Намёт на щите голубой, подложенный золотом. Герб рода Байковых внесён в Часть 2 Общего гербовника дворянских родов Всероссийской империи, стр. 124.

## Известные представители
- Байков Иван — дьяк, воевода в Свияжске (1644), Вологде (1651).
- Байков Исаак Петрович — московский дворянин (1627-1629). († 1636).
- Байков Фёдор Исаакович —  стольник патриарха Филарета (1627-1629), московский дворянин (1636-1658).
- Байков Фёдор Исаакович — воевода в Валуйках (1647), отправлен посланником в Китай (1654).
- Байков Ермолай Иванович — за службу во время Русско-польской войны (1654) пожалован вотчиной (1672).
- Байков Фирс — дьяк, воевода в Нижнем-Новгороде (1663-1665).
- Байков Василий Трефилович — жалован вотчиной (1687), московский дворянин (1692).
- Байков Феодосий Иванович — обер-кригскомиссар, бригадир (1763).
- Байков Дмитрий Феодосьевич — секунд-майор (1783), коллежский советник, директор ассигнационного банка.
- Байков Василий Сергеевич — бригадир Преображенского полка, погиб в Финляндии (18 апреля 1790) при Пардакоске в Шведскую войну.
- Байков Лев Сергеевич — действительный статский советник, камергер, первый секретарь посольства отправленного в Китай (1805)
- Байков Олег Васильевич — музыкант гитарист в бывшей группе вольный ветер (1995 — 2015) Республики Мордовия.